# Stegnogramma aspleniodes
Stegnogramma aspleniodes är en kärrbräkenväxtart som först beskrevs av Carl Frederik Albert Christensen, och fick sitt nu gällande namn av John Smith och Ren-Chang Ching. Stegnogramma aspleniodes ingår i släktet Stegnogramma och familjen Thelypteridaceae. Inga underarter finns listade.